# Encarsia citrofila
Encarsia citrofila is een vliesvleugelig insect uit de familie Aphelinidae. De wetenschappelijke naam is voor het eerst geldig gepubliceerd in 1927 door Silvestri.